# Uri Garcia
Uri Garcia (Barcelona, 1976) és un director de televisió català.
Es va graduar en comunicació audiovisual a la Universitat Pompeu Fabra. Va començar la seva trajectòria professional en l'àmbit de la realització de documentals. L'any 2001 va guanyar un Premi Ondas amb el documental El 23 F des de dins. Posteriorment, ha centrat la seva carrera en la realització de continguts per a televisions generalistes.
Com a realitzador, ha dirigit la sèrie Jo mai mai de 3Cat, així com programes d'entreteniment com Batalla monumental, Joc de Cartes, Crackòvia, Cover o Casal Rock, entre d'altres.
També és professor de comunicació audiovisual a la Universitat Ramon Llull, i imparteix o ha impartit classes en graus i màsters d'altres universitats, com la UPF o la UB.

## Premis i reconeixements
- 2001 - Premi Ondas - El 23F des de dins.[7]
- 2022 - Premi Ondas - Millor programa no estatal - Joc de cartes.[8]